# 977
977 је била проста година.

## Догађаји
- мај – Борис II, свргнути цар Бугарске, и његов брат Роман успевају да побегну из заточеништва у Цариграду. Стижу до бугарске границе, али Бориса грешком убијају граничари. Роман је крунисан за новог владара, иако руководство и контрола над војском остају у рукама генерала Самуила (члана династије Кометопули).
- Рат три Хенрија: Хенри III (Млађи), војвода од Корушке, укључује се у сукоб око Аквилејске патријаршије  у североисточној Италији. Цар Отон II одлучује у Аквилејину корист, што је подстакло Хенрија III да се побуни. Удружује снаге са Хенрихом II (Вранглер), војводом од Баварске. Обојици се придружује Хенри I, бискуп Аугзбурга.
- Август – Цар Отон II поставља свог рођака Карла, ванбрачног сина покојног краља Луја IV, за војводу од Лорене. Краљ Лотар III – који тврди да је војводство своју територију – објављује рат Светом римском царству. Он предводи експедицију у Лорену у пратњи Ига Капета. Лотар прелази реку Меас и заузима Ахен, пљачкајући царску палату.
- Цар Отон II напада Западно-Франачко Краљевство у пратњи Карла и пустоши градове Ремс, Соасон и Лаон. Лотар III  бежи и бежи у Париз, где га опседају царске снаге. Дитрих I, бискуп Меца, у Лаону је прогласио Карла 'краљем Франака'.
- 30. новембар – Цар Отон II не може да заузме Париз, повлачи опсаду престонице и повлачи се. Франачка војска под Лотаром III прогања и побеђује царску позадину док је прелазила реку Аисне. Отон бежи и приморан је да се склони у Ахен са Карлом, након што су његове залихе уништене.
- Шкотски краљ Кенет II убија свог ривала Амлаиба мац Иллуилба (или Амлаиба), брата покојног краља Куилена, да би се успоставио као Куиленов наследник.
- Пролеће – Сабуктигин, саманидски генерал, наслеђује свог таста Алп-Тегина на месту гувернера Газне (савремени Авганистан). Он проширује своју власт и оснива династију Газнавида.
- Лето – Адуд ал-Давла, владар (шах) из династије Буиид, протерује Хамданиде из Мосула и покушава да уједини земљу. Абу Таглиб је приморан да побегне у византијски град Антзитен.
- Емир Сад ал-Давла враћа свој главни град, Алеп, од гхулама Бакјура, који добија гувернера Хомса као компензацију.
- Грађански рат у Русији за кијевски престо синова Свјатослава Игоревича - Јарополка, Олега и Владимира. Поход кнеза Јарополка Свјатославича против кнеза Олега Свјатославича. Смрт Олега Свјатославича, кнеза Древљанске земље, у граду Овручу. Новгородски кнез Владимир Свјатославич је побегао код Варјага.
- Јарополк Свјатославич поставља своје градоначелнике у Новгород.
- Посланици из Византијског царства долазе код Јарополка Свјатославича да закључе мир и „дали су му данак“, као и његовом оцу и деди. Јарополку Свјатославичу долазе амбасадори папе Бенедикта VII.